# Рам Раджа Прасад Сингх
Рам Раджа Прасад Сингх (непальск. राम राजा प्रसाद सिंह; 1936 год — 12 сентября 2012 года, Катманду, Непал) — левый политический деятель Непала, лидер антимонархического Непальского демократического фронта, кандидат в президенты от Коммунистической партии Непала (маоистской) на первых президентских выборах в 2008 году.

## Биография

### Молодые годы
Рам Раджа Прасад Сингх родом из района Саптари на востоке Непала; по национальности мадхеси. Его отец Джая Мангал Прасад Сингх был богатым землевладельцем. 
Первая встреча Сингха с реалиями политической жизни произошла ещё в возрасте семи лет. В 1942 году социалистические лидеры Индийского национального конгресса Джавахарлал Неру и Рамманохар Лохия прибыли в Непал, чтобы мобилизировать поддержку освободительной борьбы в Индии и организовать формирование партизанских отрядов для борьбы против британского колониального господства. Лидеры индийской революции поселились в доме Сингха. Когда Лохия и Нараян, наряду с тремя другими товарищами, были пойманы непальской полицией, отец Сингха и остальные партизаны напали на изолятор и освободили двух индийских лидеров. Джая Мангал Прасад Сингх был впоследствии арестован и осуждён за убийство двух полицейских во время рейда. Рам Раджа Прасад Сингх и его брат Лаксман тоже были задержаны и помещены в тюрьму вместе с отцом. Они были освобождены после того, как Индия обрела независимость.
После освобождения Рам Раджа отправился на учебу в Университете Дели, где изучал юриспруденцию. Во время его обучения в университете он смог встретиться с латиноамериканским революционным лидером Эрнесто Че Геварой. Че Гевара предложил Сингху заняться партизанской борьбой в Непале. Сингх — вероятно, единственный непальский политик, который встречался с Че Геварой.

### Политическая борьба
В 1971 году, будучи ещё молодым юристом в Верховном суде, Рам Раджа Сингх принял участие в выборах в Национальный панчаят (высший законодательный орган после королевского переворота 1960 года). Сингх выиграл благодаря требованию восстановления парламентской демократии в Непале. Несмотря на то, что несколько других кандидатов заявили о своем желании проведения постепенных демократических реформ, Сингх был единственным кандидатом, который призвал к немедленному переходу к демократии.
Председатель Национального панчаята не хотел, чтобы Сингх был приведен к присяге в числе членов парламента. Поэтому Рам Раджа Прасад Сингх был арестован полицейскими в штатском в вестибюле парламента и осуждён специальным трибуналом. Однако 26 августа 1971 года он получил королевское помилование. После своего освобождения Сингх по-прежнему оставался активным сторонником демократических преобразований и выступал организатором митингов в разных частях страны. В 1976 году он основал левое политическое движение Непальский демократический фронт (Непал джанабади морха). 
В 1985 году в Непале был организован ряд терактов. В столице взрывы прогремели рядом с королевским дворцом, канцелярией премьер-министра, парламентом и в аэропорту, также теракты произошли в городах Биратнагаре и Джхапа на востоке страны. В результате терактов погибли по меньшей мере восемь человек, в том числе один член парламента. 
Рам Раджа Прасад Сингх от имени Непальского демократического фронта взял на себя ответственность за взрывы в Катманду. Он был признан виновным в терактах, а его имущество было конфисковано. Тем не менее, ему удалось бежать из Непала в Индию, где он долгое время находился в изгнании. Он вернулся в Непал в 1990 году. 

### Президентские выборы 2008 года
17 июля 2008 года Раджа Прасад Сингх был выдвинут в президенты Непала Коммунистической партией Непала (маоистской). Непальский конгресс предлагал на эту должность тогдашнего премьер-министра Гириджу Прасад Койралу, который временно исполнял функции главы государства, а Коммунистическая партия Непала (объединённая марксистско-ленинская) — своего бывшего генерального секретаря Мадхава Кумара Непала, который не прошёл в Учредительное србрание. Маоисты же требовали от кандидатуры на пост президента независимости и равноудалённости от различных политических сил. Поэтому КПН (м), хотя изначально и согласилась на поддержку кандидата от второй по величине коммунистической фракции — КПН (ОМЛ) — не одобрила выбора М. К. Непала, утверждая, что президентом должна стать женщина, далит или представитель национального меньшинства. Из числа выдвинутых КПН (ОМЛ) маоисты давали согласие, в частности, кандидатуру Сахана Прадхана, а их конечное решение считали продиктованным внешними силами. Однако КПН (ОМЛ) остановила свой выбор на Рамприти Пасване, а не на приемлемом для маоистов Прадхан. Таким образом, оказалось, что три крупнейшие партии пытались перетянуть на свою сторону депутатов, представляющих национальные меньшинства — и Сингх, и Пасван и избранник Непальского конгресса Рам Баран Ядав принадлежали к народности мадхеси.
Крупнейшая партия мадхеси, Мадхеси Джана Адхикар Форум (МДАФ) объявила в этой связи, что она поддерживает кандидатуру Р. П. Сингха на пост президента. Но в день голосования Коммунистическая партия Непала (объединённая марксистско-ленинская) и МДАФ достигли соглашения о поддержке кандидатуры Непальского конгресса Рама Барана Ядава на пост президента, а КПН (ОМЛ) и Непальский конгресс согласились поддержать кандидатуру МДАФ на пост вице-президента, тем самым сведя на нет соглашение Сингха с тремя партиями мадхеси. 
На проведённых в Учредительном собрании 21 июля 2008 года выборах кандидатуру Рам Баран Ядава поддержали 308 депутатов, а Рам Раджа Прасад Сингх набрал 282 голоса.

### Смерть
Сингх умер в Катманду 12 сентября 2012 года в ходе его лечения  в больнице. Ему было 77 лет. 